# Grand Riviera Theater
El Grand Riviera Theatre era un cine-palacio ubicado en 9222 Grand River Avenue en el occidente de Detroit, Michigan. Tomó su nombre de Grand River Avenue. Fue designado Sitio Histórico del Estado de Míchigan en 1980 y listado en el Registro Nacional de Lugares Históricos en 1982, pero fue demolido en junio de 1996. Fue eliminado del Registro Nacional en 2020.

## Historia
El cine Grand Riviera fue construido en 1925, a un costo de más de un millón de dólares. Tenía más de 3000 asientos y fue el primer teatro atmosférico en Detroit, que utilizó iluminación, efectos especiales y diseño de interiores para hacer que el público se sintiera como si estuviera sentado al aire libre en un jardín.

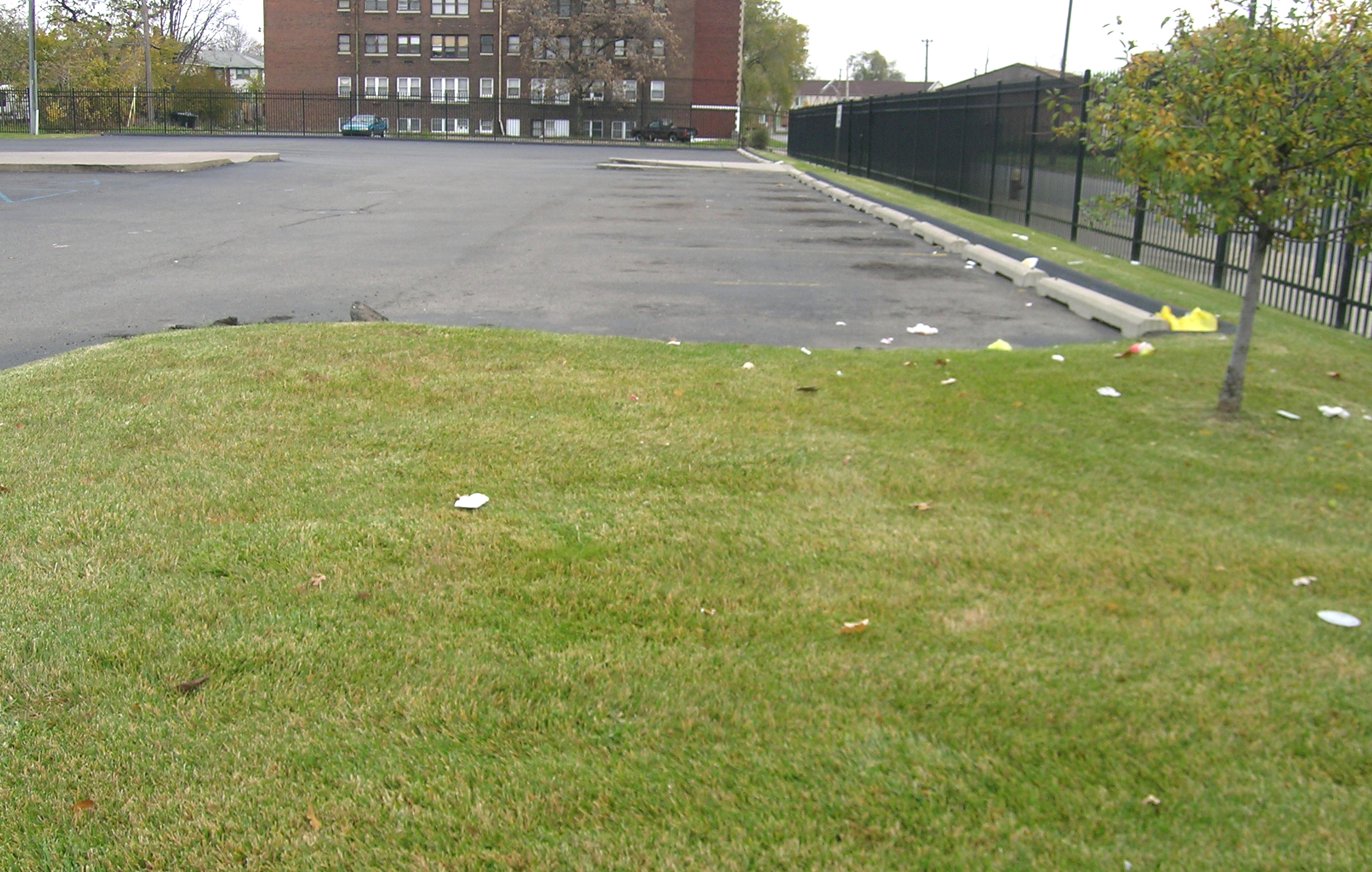
Lote vacío donde antes se encontraba el cine

El teatro tuvo un éxito inmediato y en 1927 se construyó un anexo de 1.800 asientos. En 1957, la Riviera se convirtió en un teatro escénico. Sin embargo, cuando el Fisher Theatre volvió a abrir en 1960, el Grand Riviera pasó a segundo plano. El edificio se utilizó para conciertos de música hasta que cerró a mediados de la década de 1970. Posteriormente, se deterioró y fue demolido en 1996.

## Arquitectura
El Grand Riviera Theatre fue diseñado por John Eberson, un arquitecto que al igual que Thomas W. Lamb y C. Howard Crane se especializó en el diseño de palacios de cine en América del Norte.
El edificio era una estructura de tres pisos construida con ladrillo marrón en un estilo neorrenacentista mediterráneo. Un pabellón octagonal de 24 m de altura se encontraba en la esquina de la estructura. El pabellón tenía ventanas abovedadas con paneles múltiples y una importante decoración de terracota color crema.
Al oeste del pabellón estaba el ala de tres pisos con espacio comercial y de oficinas. Hacia el norte estaba la sección del auditorio que se construyó con paredes de ladrillo con paneles sin ventanas.
El diseño y la decoración interior eran muy ornamentados. Los elementos interiores "atmosféricos" originales incluían un patio simulado, un techo azul oscuro con "estrellas" eléctricas insertadas y nubes en movimiento proyectadas, y paredes con árboles y enredaderas artificiales.

## Galería
| Imágenes de 1970- Rotonda - Foyer - Auditorio - Auditorio |
| --------------------------------------------------------- |